# Authentik
Authentik – debiutancki album studyjny francuskiej piosenkarki Kenzy Farah, wydany w 2007. Promowany był przez trzy wideoklipy do utworów Je ma bats (Ja walczę), Lettre du front (Listy z frontu) oraz Appelez moi Kenza (Dzwoń do mnie).

## Lista utworów
1. Dans mon monde
2. Je me bats
3. Moi j'ai 20 ans
4. Ou va le monde
5. Lettre du front (feat Sefyu)
6. Il m'a trahie
7. Dans les rues de ma ville
8. Rop d'flow – (feat Big Ali)
9. Mi amor
10. Ne me dites pas
11. Appelez moi Kenza
12. Sur tous les chemins – (feat Le Rat Luciano)
13. Sous le ciel de Marseille – (feat Idir)
14. Toi et moi
15. Cris de Bosnie – (feat Le Silence Des Mosquees)
16. Les enfants du ghetto